# Paul Cellucci
Argeo Paul Cellucci (Hudson, 24 aprile 1948 – Hudson, 8 giugno 2013) è stato un politico e diplomatico statunitense.

## Attività politica
Nato in una famiglia italo-americana originaria di San Donato Val di Comino (Frosinone), laureato in legge, repubblicano, ha iniziato la sua carriera politica nel 1977, quando fu eletto alla Camera dei rappresentanti del Massachusetts. Mantenne la carica fino al 1985, quando fu eletto al Senato del Massachusetts. Nel 1991 divenne vicegovernatore del Massachusetts, e quando nel 1997 il governatore William Weld si dimise, gli subentrò come Acting Governor fino alle successive elezioni.
Il 3 novembre 1998 fu eletto Governatore, ma si dimise a sua volta il 10 aprile 2001, per divenire ambasciatore in Canada. I suoi quattro anni furono caratterizzati da difficoltà nelle relazioni tra i due paesi, alimentati anche da alcune dichiarazioni di Cellucci, in particolare riguardo alla guerra in Iraq e sul programma di difesa missilistica statunitense voluto da George W. Bush. Si dimise il 17 maggio 2005.
Dopo le dimissioni è stato consigliere di Magna International (fino al 2006) ed in seguito di McCarter & English.

## Vita privata
Sposato con Jan Cellucci, ha due figlie, Kate e Anne, quest'ultima moglie del giocatore di hockey su ghiaccio canadese Craig Adams.
Il 6 gennaio 2011 ha annunciato di essere affetto dalla sclerosi laterale amiotrofica, in una forma che avanza con relativa lentezza. È morto l'8 giugno 2013 all'età di 65 anni.